# Saint-Léger-sur-Sarthe
Saint-Léger-sur-Sarthe és un municipi francès situat al departament de l'Orne i a la regió de Normandia. L'any 2007 tenia 335 habitants.

## Demografia

### Població
El 2007 la població de fet de Saint-Léger-sur-Sarthe era de 335 persones. Hi havia 134 famílies de les quals 40 eren unipersonals (8 homes vivint sols i 32 dones vivint soles), 43 parelles sense fills i 51 parelles amb fills.
La població ha evolucionat segons el següent gràfic:
Habitants censats

### Habitatges
El 2007 hi havia 159 habitatges, 135 eren l'habitatge principal de la família, 17 eren segones residències i 7 estaven desocupats. 152 eren cases i 6 eren apartaments. Dels 135 habitatges principals, 98 estaven ocupats pels seus propietaris, 34 estaven llogats i ocupats pels llogaters i 4 estaven cedits a títol gratuït; 10 tenien dues cambres, 14 en tenien tres, 42 en tenien quatre i 69 en tenien cinc o més. 107 habitatges disposaven pel capbaix d'una plaça de pàrquing. A 67 habitatges hi havia un automòbil i a 55 n'hi havia dos o més.

### Piràmide de població
La piràmide de població per edats i sexe el 2009 era:
| Homes | Edats   | Dones |
| ----- | ------- | ----- |
| 0     | 95 o +  | 0     |
| 4     | 90 a 94 | 0     |
| 0     | 85 a 89 | 12    |
| 4     | 80 a 84 | 0     |
| 4     | 75 a 79 | 4     |
| 8     | 70 a 74 | 0     |
| 4     | 65 a 69 | 24    |
| 16    | 60 a 64 | 8     |
| 0     | 55 a 59 | 4     |
| 20    | 50 a 54 | 8     |
| 12    | 45 a 49 | 24    |
| 12    | 40 a 44 | 16    |
| 8     | 35 a 39 | 4     |
| 4     | 30 a 34 | 4     |
| 16    | 25 a 29 | 4     |
| 12    | 20 a 24 | 12    |
| 0     | 15 a 19 | 12    |
| 12    | 10 a 14 | 28    |
| 4     | 5 a 9   | 16    |
| 12    | 0 a 4   | 4     |

## Economia
El 2007 la població en edat de treballar era de 204 persones, 147 eren actives i 57 eren inactives. De les 147 persones actives 131 estaven ocupades (73 homes i 58 dones) i 16 estaven aturades (2 homes i 14 dones). De les 57 persones inactives 22 estaven jubilades, 17 estaven estudiant i 18 estaven classificades com a «altres inactius».

### Ingressos
El 2009 a Saint-Léger-sur-Sarthe hi havia 135 unitats fiscals que integraven 346 persones, la mediana anual d'ingressos fiscals per persona era de 13.912 €.

### Activitats econòmiques
Dels 10 establiments que hi havia el 2007, 1 era d'una empresa alimentària, 2 d'empreses de construcció, 3 d'empreses de comerç i reparació d'automòbils, 1 d'una empresa de transport, 2 d'empreses immobiliàries i 1 d'una empresa de serveis.
Dels 2 establiments de servei als particulars que hi havia el 2009, 1 era un guixaire pintor i 1 agència immobiliària.
L'únic establiment comercial que hi havia el 2009 era una botiga de congelats.
L'any 2000 a Saint-Léger-sur-Sarthe hi havia 21 explotacions agrícoles que ocupaven un total de 1.044 hectàrees.

## Poblacions més properes
El següent diagrama mostra les poblacions més properes.